# Macrogynoplax spangleri
Macrogynoplax spangleri és una espècie d'insecte plecòpter pertanyent a la família dels pèrlids.

## Descripció
- Els mascles conservats en alcohol són de color blanc, no presenten taques fosques i les seues ales anteriors fan entre 12 i 14 mm de llargària.
- La femella no ha estat encara descrita.[5]

## Distribució geogràfica
Es troba a Sud-amèrica: Veneçuela.